# Poliçan
Poliçan város Közép-Albánia déli részén, Berat városától légvonalban 17, közúton 25 kilométerre délkeleti irányban, a Tomorr-hegység lábánál, az Osum folyó völgyében. Berat megyén belül Poliçan község székhelye, Poliçan alközség központja, egyúttal egyetlen települése. A 2011-es népszámlálás alapján az alközség, azaz Poliçan város népessége 4318 fő. Látnivalókban szűkölködő szocialista iparváros.

## Fekvése
Poliçan a Tomorr-hegység délnyugati oldalán, az Osum folyó jobb (keleti) oldalán, a folyó középső szakaszát kísérő, 250-500 méteres tengerszint feletti magasságú dombok hullámos felszínén terül el. Az Osum déli irányban szűkülő völgytalpa Poliçannál kb. 900 méter széles. A folyót itt éri el a Poliçan északi részét átszelő Plira-patak, a Plirez városnegyed névadója. A város fölé keletről a Koron-hegy (Maja e Koronit, 807 m) magasodik. A településen áthalad a Beratot Çorovodával összekötő SH72-es főút.

## Története
Fiatal város, a kommunizmus évtizedeiben, 1965 után épült fel az idetelepített fegyver- és lőszergyárral együtt. A népköztársaság legfontosabb hadi üzeme egykor 4500 embernek adott munkát. A részben a föld alá telepített üzemegységekben főként géppuskát, géppisztolyt, töltényt, kézigránátot gyártottak nem csupán az albán hadsereg számára, de exportra is. A városka ezért az államkommunizmus évtizedeiben szigorúan ellenőrzött katonai terület volt, amelyet csak engedéllyel lehetett látogatni. Az 1991-es rendszerváltást követően az üzemek nagy része bezárt, bár – főként az albán rendvédelmi szervek számára – a korábbinál jóval kisebb volumenben ma is gyártanak itt lőszert. A lakosság egy részének a környező palakőbányák nyújtanak megélhetést, a kitermelt kövekből pedig egy helyi gyár díszkövet és térkövet állít elő.
A város bezárt kórházát 2006-ban gyermekotthonná alakították, ahol a vérbosszú miatt bezártságra kárhoztatott észak-albániai gyerekeknek biztosítanak otthont.

## Nevezetességei
Poliçan szocialista típusú iparváros, a magasabb területeken blokkházakkal, a város által közrezárt mélyedésben a javarészt elhagyott fegyvergyár düledező üzemcsarnokaival. A Poliçanból északkeleti irányba vezető úton száraz időben megközelíthető a Tomorr-hegység nemzeti parkja, illetve a Tomorr fennsíkján álló, 1908-ban épült bektási Kulmak-tekke.